# Everwijn II van Bentheim-Steinfurt

Bentheim-Steinfurt

Everwijn II van Steinfurt (1461 - 1530) was stadhouder van Friesland (tot 1515), graaf van Bentheim-Steinfurt en pandheer van de heerlijkheid Bredevoort tot 1513.

## Biografie
Everwijn van Steinfurt sloot met zijn neef Everwijn II van Bentheim een erfelijk verbond in 1487. In dat verbond werd onder goedkeuring van de keizer bepaald dat alleen afstammelingen in mannelijke lijn de graafschappen Bentheim en Steinfurt zouden bezitten. In 1492 erft Everwijn de Heerlijkheid Bredevoort als Hendrik IV van Gemen overlijdt. Bij de overdracht van Bredevoort in 1326 ontsloeg de bisschop van Münster zijn Bredevoortse borgmannen van hun eed, zodat zij konden overgaan in Gelderse dienst. Echter in 1503 verkregen de Bredevoortse borgmannen vergelijkbare privileges van Everwijn van Steinfurt tijdens zijn pandheerschap van de heerlijkheid Bredevoort. Vanaf 1509 was Everwijn stadhouder van Friesland, zijn bewind eindigde in 1515 met de verkoop van de landsheerlijkheid door de Saksische hertog. In 1526 loste hertog Karel van Gelre de pandsom voor de heerlijkheid Bredevoort in en nam de hoge heerlijkheid weer onder eigen beheer nadat Everwijns zoon Arnold van Bentheim-Steinfurt Bredevoort in een brief "unse herlichheyt" noemt.